# La Galère (série télévisée)
Pour les articles homonymes, voir La Galère.
La Galère est une série télévisée québécoise en 62 épisodes de 45 minutes créée par Renée-Claude Brazeau, produite par Cirrus Communications et diffusée entre le 13 février 2007 et le 18 novembre 2013 à la Télévision de Radio-Canada.

## Synopsis
Dans les années 1990, quatre amies se réunissent pendant une fête et écrivent sur des bouts de papier ce qu'elles espèrent avoir dans leur vie future. Elles les mettent dans une bouteille de Vodka et se promettent de les relire ensemble un jour.
Une quinzaine d'années plus tard, Stéphanie, Claude, Isa et Mimi ont chacune des vies professionnelles et sentimentales très différentes, mais sont toujours les meilleures amies du monde. Au cours d'une soirée, elles cassent la bouteille de Vodka, lisent les vœux et décident de réaliser celui de Stéphanie: vivre toutes les quatre dans une maison avec leurs enfants, loin des hommes.
Elles partent à la recherche d'une maison pouvant abriter les 4 femmes et leurs 7 enfants. Une maison victorienne leur est offerte par Mme. Baers, une vieille femme qui refuse de vendre sa maison. Les filles emménagent ensemble, sans Isa qui veut rester avec son ministre de mari, mais concoctent un plan pour la faire changer d'avis.

## Distribution

### Les Familles (Principaux, Secondaires et Ex-Secondaires)

#### Famille Lévy/Ferron
- Geneviève Rochette : Isabelle Lévy
- Alice Morel-Michaud : Lou Ferron (Fille d'Isa)
- Elliot Miville-Deschenes : Sam Ferron (Fils d'Isa)
- Jeff Boudreault : Jacques Ferron (Ex-Mari d'Isabelle et père de Lou et Sam)

#### Famille May/Nathan
- Brigitte Lafleur : Mimi May
- Alizée Godin : Émanuelle (fille de Mimi)
- Marc Paquet : Dominic Nathan (jeune prêtre et père d'Émanuelle)

#### Famille Milonga/Jutras
- Anne Casabonne : Claude Milonga
- Anne-Marie Compagna : Fred Jutras (Fille de Claude)
- Antoine DesRochers : Camille Jutras (Fils de Claude)
- Gabriel Sabourin : Antoine Jutras (Ex-Mari de Claude et père de Fred et Camille)
- Néfertari Bélizaire : Mère de Claude Milonga
- André Delage : Antoine Senior Jutras (Père d'Antoine, de Josée et de Sophie et grand-père de Camille et de Fred)
- Suzanne Garceau : Madame Jutras (Mère d'Antoine, de Josée et de Sophie et grand-mère de Camille et Fred)
- Sophie Lepage : Josée Jutras (Sœur d'Antoine et de Sophie)
- Linda Sauvé : Sophie Jutras (Sœur d'Antoine et de Josée)

#### Famille Valois
- Hélène Florent : Stéphanie Valois
- Pierre-Luc Lafontaine : Hugo Valois (Fils de Stéphanie)
- Rose Adam : Elle Valois (Fille de Stéphanie)
- Charles-Olivier Pelletier : Tom Valois (Fils de Stéphanie)
- Hubert Gagnon : Gérard Valois (Père de Stéphanie et de Jean)
- Louise Marleau : Marielle Valois (Mère de Stéphanie et de Jean)

### Personnages secondaires
- Denis Bernard : Marc Daneault (Premier Ministre et ex-amant de Stéphanie)
- Daniel Parent : Michel Allard (Père d'Hugo)

### Anciens personnages secondaires
- Andrée Lachapelle : Madame Baer
- Richard Thériault : Robert Baer (Fils de Madame Baer)
- Jean L'Italien : Éric alias Sébastien Baer (Conjoint d'Isabelle et fils de Madame Baer)
- Patrice Godin : François Veilleux (Ex-amant de Claude et de Mimi)
- Stéphane Demers : Bruno Daniel (Père biologique de Sam Ferron)
- Cédric Ben Abdallah  : Romain (Ex-copain de Stéphanie)
- Catherine Proulx-Lemay : Manon (Ex-copine de Michel)
- François Chénier : Philippe (Ex-assistant de Jacques Ferron)
- Frédéric Lavallée : Jean Valois (Frère de Stéphanie)
- Patrick Drolet : Yann (Père de Elle)
- Maxime Côté : Luc (Père de Tom)
- Pierre-Luc Brillant : Julien alias Denis (Ex-amant de Mimi)
- Sophie Desmarais : Chanel (Ex-copine d'Antoine)
- Marianne Fortier : Raphaëlle (Ex-copine de Hugo)

## Épisodes
- La première saison comprend douze épisodes diffusés entre le 13 février et le 8 mai 2007.
- La seconde saison comprend dix épisodes diffusés entre le 14 septembre et le 16 novembre 2009.
- La troisième saison comprend dix épisodes diffusés entre le 20 septembre et le 22 novembre 2010.
- La quatrième saison comprend dix épisodes diffusés entre le 12 septembre et le 14 novembre 2011.
- La cinquième saison comprend dix épisodes diffusés entre le 17 septembre[1] et le 19 novembre 2012[2].
- La sixième saison comprend dix épisodes diffusés entre le 16 septembre et le 18 novembre 2013.

Les épisodes peuvent également être intégralement écoutés sur TOU.TV ou iTunes

## Personnages
- Stéphanie Valois : Romancière à succès, malgré ses nombreuses confrontations avec Martin, son éditeur. Elle a eu trois enfants avec trois amants différents. Elle s'est séparée de chacun des hommes. Son premier fils, Hugo, est adolescent. Il mène la vie dure, notamment à cause de son père Michel qui refuse de s'occuper de lui. Les deux autres enfants de Stéphanie, plus jeunes, sont Elle et Tom, dont les pères respectifs prennent soin de temps en temps. Stéphanie est avant tout une femme à problèmes qui ne lâche jamais prise. Forte et débrouillarde, elle ment souvent à ses proches pour éviter de les blesser.

- Claude Milonga  : Femme de bureau, elle vit avec Antoine, son chum (amant) qui travaille (depuis trop longtemps) à un essai. Ils ont une fille, Fred, et un fils, Camille. Celui-ci inquiète beaucoup sa mère car il aime traîner avec les filles, s'habiller comme elles et jouer à la poupée. Claude est farouche, sournoise, très directe et surtout intéressée par les hommes riches. Elle ignore qu'au moment même où elle s'apprête à se séparer de lui, Antoine hérite de 4 millions de dollar. Dans la 5e saison, elle apprend qu'elle a été adoptée et Antoine l'aide dans les recherches pour retrouver sa mère biologique. Elle rencontre sa mère naturelle - d'origine Haïtienne, à son plus grand désarroi - et découvre qu'elles ont la même personnalité.

- Mimi May : Elle est esthéticienne. Très candide et assez infantile, elle cherche désespérément le grand amour, et n'hésite pas à foncer dans le tas avec les hommes (elle est même un peu nymphomane). Malheureusement, elle n'a jamais de chance et finit presque toujours par être déçue par ses amants. Malgré tout, elle est très croyante et prie souvent, et aime lire des prédictions de biscuit chinois. Mimi aura finalement un enfant à la fin de la troisième saison, et réalisera que ce n'est pas toujours le bonheur d'être mère. Malheureusement, le père de sa fille Dominic qui est un prêtre, décide de retourner vers l'église et Mimi se retrouve seule à élever son bébé.

- Isabelle Lévy : Ancienne avocate, elle est mariée à Jacques, un ministre. Celui-ci la trompe souvent, arrivant toujours à le lui cacher par des mensonges habiles, même s'il tient à la garder avec lui. Ils ont une fille, Lou, et un fils, Sam, un bébé de deux ans qui ne parle et ne marche pas encore. Isa est la mère la plus attachée à la discipline. Incroyablement sincère, elle ne supporte pas de mentir. Au début très liée à Jacques, ses amies l'aideront à redevenir indépendante. Plus tard, elle apprend qu'elle est atteinte d'Alzheimer prématurée sans doute dû par la prise de médicaments à une certaine époque éprouvante de sa vie.

## DVD
- La Galère - Saison 1 (4 décembre 2007)
- La Galère - Saison 2 (9 février 2010)
- La Galère - Saison 3 (8 février 2011)
- La Galère - Saison 4 (7 février 2012)
- La Galère - Saison 5 (12 février 2013)
- La Galère - Saison 6 (6 mai 2014[3])